# Последний повелитель времени
«Последний Повелитель времени» — тринадцатая серия третьего сезона сериала «Доктор Кто». Премьера серии состоялась 30 марта 2007 года на канале BBC One.

## Сюжет
Год спустя Мастер и его токлафаны правят Землёй, которая напугана годом ужаснейшего ада. Десятый Доктор состарен до своих 900 лет, а семья Марты превращена в личную прислугу Мастера на его корабле, Валианте. Джек Харкнесс закован в цепи. Единственной надеждой для населения Земли остаётся Марта Джонс, ставшая легендой всего человечества.
В то время как Мастер готовится превратить Землю в площадку для тысяч ракет, которые полетят для завоевания всей остальной вселенной, Марта должна пройти через множество опасностей, чтобы его уничтожить. Но трагедия ожидает её, её семью и Доктора в день, когда человечество сразится со звёздами...